# Nicolas Figère
Nicolas Figère (né le 19 mai 1979 à Moulins) est un athlète français spécialiste du lancer du marteau.

## Carrière
Il se distingue lors de la saison 2001 en s'adjugeant le titre des Championnats d'Europe espoirs d'Amsterdam. Lors de ce concours, il établit la meilleure marque de sa carrière avec 80,88 m, et signe un nouveau record de France espoirs. Sélectionné pour les Championnats du monde d'Edmonton, Nicolas Figère se classe douzième de la finale avec un lancer à 75,36 m. En 2003, lors des Championnats du monde de Paris-Saint-Denis, le Français réalise sa meilleure performance dans une compétition internationale sénior en terminant onzième du concours avec 74,06 m.
En 2005, Nicolas Figère remporte son troisième titre national « élite » et décroche par ailleurs la médaille de bronze des Jeux méditerranéens d'Almería.
Il s'impose lors des Championnats de France 2010 avec la marque de 77,24 m, obtenant ainsi son quatrième succès national.
Le 27 juillet 2010, il se qualifie pour la finale du concours du marteau aux Championnats d'Europe de Barcelone en terminant second de sa série grâce à un jet à 75,85 m.
Il se qualifie pour les Jo de Londres en 2012, et termine sa Carrière en 2014 sur une seconde place au championnat de France.

## Record personnel
- 80,88 m (Amsterdam, 15 juillet 2001)

## Palmarès
| Date | Compétition                   | Lieu      | Place | Marque  |
| ---- | ----------------------------- | --------- | ----- | ------- |
| 1998 | Championnats du monde juniors | Annecy    | 6e    |         |
| 2001 | Championnats d'Europe espoirs | Amsterdam | 1er   | 80,88 m |
| 2001 | Championnats du monde         | Edmonton  | 12e   |         |
| 2002 | Championnats d'Europe         | Munich    | 12e   | 76.49 m |
| 2003 | Championnats du monde         | Paris     | 11e   |         |
| 2005 | Jeux méditerranéens           | Almería   | 3e    |         |

- Champion de France 2001, 2002, 2005, 2010 et 2012